# Saprosites lepersonnei
Saprosites lepersonnei är en skalbaggsart som beskrevs av Renaud Maurice Adrien Paulian 1942. Saprosites lepersonnei ingår i släktet Saprosites och familjen Aphodiidae. Inga underarter finns listade i Catalogue of Life.